# Зелёный (Медведевский район)
 Зелёный  — поселок в Медведевском районе Республики Марий Эл. Входит в состав Сидоровского сельского поселения.

## География
Находится на расстоянии приблизительно 5 км по прямой на юго-запад от города Йошкар-Ола.

## История
В 1957 году на месте, где находится ныне поселок, была открыта лаборатория по исследованию леса. Для работников лаборатории здесь построили деревянные дома. С 1964 года на территории поселка были открыты производственное предприятие учебно-опытного лесхоза Поволжского лесотехнического института и санаторий-профилакторий «Буревестник». С 1967 года поселок учебно-опытного хозяйства института, с 1973 года имеет нынешнее название. А в 1973 году здесь числилось 53 хозяйства, где проживали 274 человека.

## Население
Население составляло 173 человека (русские 55 %, мари 37 %) в 2002 году, 202 в 2010.